# Énarque
Ne doit pas être confondu avec ethnarque.
Un énarque est un élève ou ancien élève de l'École nationale d'administration (ENA).

## Étymologie
Le terme est apparu après la publication, en 1967, du livre intitulé L'Énarchie ou les Mandarins de la société bourgeoise, coécrit, sous le pseudonyme de Jacques Mandrin, par Jean-Pierre Chevènement, Alain Gomez, et Didier Motchane.
Le mot mélange l'acronyme « ENA » (l’École nationale d'administration) et la racine grecque arkhos, qui signifie « pouvoir » avec le suffixe « -arque » (que l'on trouve par exemple dans le mot « monarque »). Ce mot désigne une oligarchie où tous les postes-clés sont détenus par des anciens membres de cette école.
Chevènement, Gomez et Motchane sont eux-mêmes diplômés de l'ENA. Par leur pamphlet, ils critiquent « la sélection sociale des élèves, la logique du classement [et] la faiblesse de la formation » de leur ancienne école.
L'ouvrage utilise pour la première fois les termes d'énarchie et d'énarque,. Ce deuxième terme a ensuite été plus largement repris que le premier, au point de passer dans le langage courant.
Edwy Plenel parle d’« énarchie », terme défini par « droit que se donnent les énarques de gouverner la société sur base de leur diplôme ».